# Либохова, Мифит
Мифит-бей Либохова или Муфид-бей Либохова  (алб. Myfid bej Libohova; 1876— 1927) — албанский бей, политический и государственный деятель Албании, председатель правительства (июнь 1913 — 24 января 1914), дипломат, член Международной контрольной комиссии, управлявшей в Албании в 1914 году. Был министром девяти кабинетов албанского правительства (1912—1927), министром внутренних дел и юстиции, жилья, финансов и иностранных дел. Основатель Национального банка Албании.
Представитель одной из старейших династий албанских аристократов, восходящей своими корнями к XIII веку . В его роду были правители Иоаннина, владевшие этими территориями на протяжении трех веков. Брат Экрема Либохова, премьер-министра Албании в 1943 году.
Образование получил в Стамбуле. Мифит-бей Либохова — высоко квалифицированный дипломат Османской империи, впоследствии — депутат от Албании в Стамбульском парламенте.
Либохова был одним из активных участников борьбы за национальное освобождение, национальных лидеров, провозгласивших декларацию о независимости Албании в 1912 году.
После обретения независимости, занимал пост министра внутренних дел Албании. Впоследствии — министр иностранных дел в первом правительстве независимого государства.
В 1913 году стал премьер-министром, но его правительство вскоре было отправлено в отставку. В последующие годы, вплоть до своей смерти, Либохова занимал различные должности в последующих правительствах, будучи министром иностранных дел, внутренних дел, финансов и юстиции.
Кроме того Мифит Либохова был выдающимся албанским историком и писателем, автором многих книг и статей исторического и юридического характера.